# Príncep de Conti

Armes dels Prínceps de Conti.

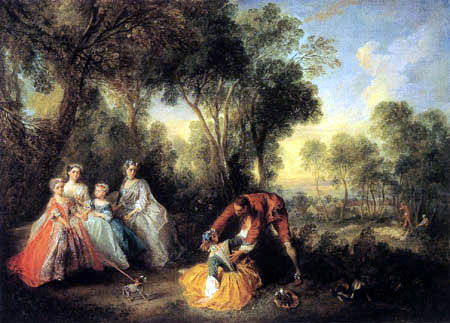
La família Borbó-Conti, el 1738, tenint 4 anys Lluís Francesc, pel pintor Nicolas Lancret.

El títol de  Príncep de Conti  (anomenat així per Conti-sur-Selles, una petita població del nord de França situada aproximadament a 32 quilòmetres d'Amiens) és un títol nobiliari francès que va pertànyer a una branca menor de la Casa de Condé (que al seu torn va formar part de la família reial francesa). Vegeu Principat de Conti.
Aquest títol va ser originalment atorgat a Francesc de Borbó, fill del príncep Lluís I de Condé. Després de la mort de Francesc, que va morir sense descendència, el títol va passar a Armando de Borbó, fill del príncep Enric II de Condé.

## Llista de prínceps
- 1558-1614: Francesc de Borbó-Conti, primer a portar el títol de marquès i després príncep de Conti
- 1629-1666: Armand de Borbó-Conti (1629-1666), primer príncep de Conti;
- 1666-1685: Lluís Armand I de Borbó-Conti (1661-1685), segon príncep de Conti, fill;
- 1685-1709: Francesc Lluís de Borbó-Conti (1664-1709), tercer príncep de Conti, el Gran Conti, germà;
- 1709-1727: Lluís Armand II de Borbó-Conti (1695-1727), quart príncep de Conti, fill;
- 1727-1776: Lluís Francesc de Borbó-Conti (1717-1776), cinquè príncep de Conti, fill;
- 1776-1814: Lluís Francesc Josep de Borbó-Conti (1734-1814), sisè príncep de Conti, fill.